# Vit juvelbuske
Vit juvelbuske (Cestrum diurnum) är en art i familjen potatisväxter från Kuba, Hispaniola, Jamaica och Puerto Rico. Arten odlas ibland som krukväxt i Sverige. Numera finns arten naturaliserad i många varma länder.
Arten kallas Dama de Dia ("dagens dam") i spansktalande länder eftersom den till skillnad från vit nattjasmin (C. nocturnum) blommar på dagen. Frukten är ett svart bär.

## Synonymer
- Cestrum album Ferrero ex Dunal
- Cestrum diurnum var. fasciatiflorum Dunal
- Cestrum diurnum var. fastigiatum (Jacq.) Stehlé
- Cestrum diurnum var. odontospermum (Jacq.) O.E. Schulz
- Cestrum diurnum var. tinctorium (Jacq.) Maza
- Cestrum diurnum var. venenatum (Mill.) O.E. Schulz
- Cestrum elongatum Steud.
- Cestrum fastigiatum Jacq.
- Cestrum fastigiatum Jan
- Cestrum laurifolium Fawc.
- Cestrum odontospermum Jacq.
- Cestrum tinctorium Griseb.
- Cestrum tinctorium Jacq.
- Cestrum venenatum Mill.
- Cestrum vespertinum Lunan